# 奧爾特靈厄姆和西塞爾 (英國國會選區)
奧爾特靈厄姆和西塞爾（英語：Altrincham and Sale West），英國國會一自治市選區，位於大曼徹斯特郡特拉福德南部，包括九個地方選區。
設於1945年，1997年前稱為奧爾特靈厄姆和塞爾（英語：Altrincham and Sale）。本區一直支持保守黨。本區自1997年至今的當區議員為格拉漢姆·布萊迪。他在2010年大選中以48.9%選票連任成功。2015年大選中、2017年大選中連任成功。